# Deathmachine
Deathmachine är det första studioalbumet med det norska black metal-bandet Myrkskog. Albumet utgavs 2000 av skivbolaget Candlelight Records.

## Låtlista
1. "Discipline Misanthropy" – 4:40
2. "The Hate Syndicate" – 5:10
3. "A Poignant Scenario of Horror" – 4:52
4. "Sinthetic Lifeworm" – 3:40
5. "Syndrome 9" – 5:20
6. "Morphinemangled Torture" – 	4:57
7. "Deathfare to the Devil" – 5:17
8. "Deathmachine" – 3:09
9. "Pilar Deconstruction" ("Syndrome 9" remix) – 6:50

## Medverkande
Musiker (Myrkskog-medlemmar)
- Destructhor (Thor Anders Myhren) – gitarr
- Master V (Kenneth Lindberg, även kallad "Grim") – basgitarr, sång
- Secthdamon (Tony Ingebrigtsen) – trummor, bakgrundssång
- Savant M (Haakon Nikolas Eihwaz Forwald) – gitarr

Bidragande musiker
- Stefan Stallone – sång (spår 1)
- Panzer Divisjon Hansen – sång (spår 8)

Produktion
- Thorbjørn Akkerhaugen – producent, ljudtekniker, ljudmix, remix (spår 9)
- Svein Inge Havraas – remix (spår 9)
- Future Division X – omslagsdesign